# Gadwin Springer

a Compétitions nationales et continentales officielles uniquement.

b Matchs officiels uniquement.
Gadwin Springer, né le 4 avril 1993 à Cayenne en Guyane, est un joueur de rugby à XIII français évoluant au poste de pilier. Après avoir été formé à Toulouse, il rejoint la franchise de Super League les Dragons Catalans en 2014. En 2015, il décide de s'engager avec Castleford.

## Détails

### En club
| Saison | Club             | Compétition  | Matchs | Points | Essais | Buts | Drop |
| ------ | ---------------- | ------------ | ------ | ------ | ------ | ---- | ---- |
| 2014   | Dragons Catalans | Super League | 1      | 0      | 0      | 0    | 0    |
| 2015   | Dragons Catalans | Super League | 2      | 4      | 1      | 0    | 0    |
| 2015   | Castleford       | Super League | 10     | 0      | 0      | 0    | 0    |
| 2016   | Castleford       | Super League | 20     | 8      | 2      | 0    | 0    |
| 2017   | Castleford       | Super League | 8      | 0      | 0      | 0    | 0    |
| Total  | Total            | Total        | 41     | 12     | 3      | 0    | 0    |